# أسعد البنوان
أسعد البنوان (1957-) رياضي كويتي، ورئيس نادي كاظمة الكويتي مُنذ 2006 وحتى الآن.

## السيرة الشخصية والمهنية
ولد أسعد أحمد عمران البنوان في الكويت  في عام 1957 وتحديدًا في منطقة القبلة، بدأ مسيرته المهنية مع الشركة الكويتية الأجنبية للتجارة والمقاولات والاستثمار (التي باتت تُعرف اليوم باسم الشركة الكويتية للاستثمار)، وتم تعيينه نائبا أول للرئيس في العام 1996، كما عمل لاحقا نائبا للمدير العام لشركة وفرة للاستثمار الدولي حتى العام 1999، ثم تم تعيينه سابقا نائبا لرئيس مجلس إدارة مجموعة «إم تي سي» وعضوا في لجنتها الاستثمارية، كما يشغل منصب رئيس مجلس إدارة مجموعة الاتصالات الكويتية (زين)، وفي عام 2000 تم تعيينه رئيسا تنفيذيا للشركة الكويتية الوطنية للاستثمارات، وفي عام 2006 تم انتخابه رئيسا لنادي كاظمة الرياضي الكويتي، ومازال حتي الآن يشغل هذا المنصب.